# Gräberpoesie

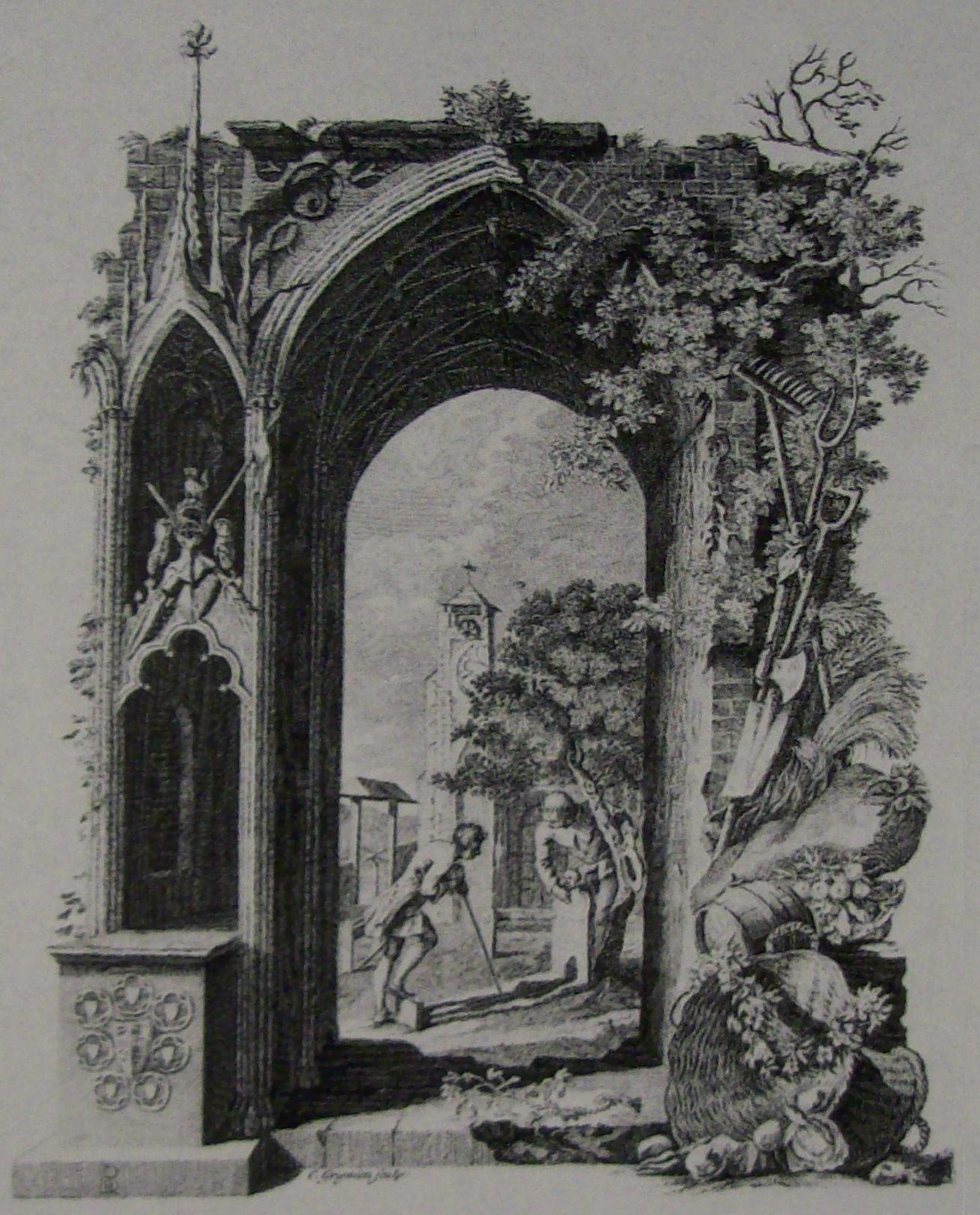
Frontispiz der Elegy Written in a Country Churchyard von Thomas Gray, Ausgabe von 1753

Als Gräberpoesie wird eine literarische Richtung in der englischen Vorromantik ab Mitte des 18. Jahrhunderts bezeichnet, benannt nach dem bevorzugten Schauplatz der von ihren Vertretern verfassten lyrisch-elegischen Gedichte, die in melancholischen Meditationen um Themen wie Tod, Vergänglichkeit, Grab und Einsamkeit kreisten.
Vertreter der als Graveyard School bezeichneten Gruppe wurden auch als Graveyard Poets bezeichnet. Zu ihnen zählt man (chronologisch nach Todesjahr):
- Thomas Parnell (1679–1718; A Night-Piece on Death, 1721)
- Robert Blair (1699–1746; The Grave, 1743)
- James Thomson (1700–1748)
- William Collins (1721–1759)
- Edward Young (1683–1765; Night Thoughts, 1742)
- Mark Akenside (1721–1770)
- Thomas Chatterton (1752–1770)
- Thomas Gray (1716–1771; Elegy Written in a Country Churchyard, 1751)
- Christopher Smart (1722–1771)
- Oliver Goldsmith (1728–1774)
- Thomas Warton (1728–1790)
- James Macpherson (1736–1796)
- William Cowper (1731–1800)
- Joseph Warton (1722–1800)
- Henry Kirke White (1785–1806)
- Thomas Percy (1729–1811)

In der englischen Literatur ist die Graveyard School Vorläufer des Gothic novel. Viele der Motive und Versatzstücke des angelsächsischen Schauerromans finden sich bereits in den Gedichten der Graveyard Poets. Aber auch auf die europäischen Literaturen wurde Einfluss ausgeübt, so in Deutschland auf Friedrich Karl Kasimir von Creutz (Die Gräber, 1760), Johann Friedrich von Cronegk, Friedrich Gottlieb Klopstock und Ludwig Hölty, in Schweden auf Johan Gabriel Oxenstierna, Carl Michael Bellman, Bengt Lidner und Johan Henrik Kellgren, in Lettland auf Aspazija (Dvēseles krēsla, Gedichte № 44 bis 56 bzw. Schluss) und in Italien auf Ippolito Pindemonte (I cimiteri) und Ugo Foscolo (I sepolcri). Auch bei Novalis (Hymnen an die Nacht, 1800) und Paul Valéry (Le Cimetière marin, 1920) kann man Beziehungen und Nachklänge sehen.